# Erste Bank Open 2022
Erste Bank Open 2022 byl tenisový turnaj hraný jako součást mužského okruhu ATP Tour v komplexu Wiener Stadthalle na krytých dvorcích s tvrdým povrchem Rebound Ace. Čtyřicátý osmý ročník Vienna Open se konal se mezi 24. až 30. říjnem 2022 v rakouské metropoli Vídni.
Turnaj dotovaný 2 489 935 eury patřil do kategorie ATP Tour 500. Nejvýše nasazeným singlistou se stal čtvrtý tenista světa Daniil Medveděv. Jako poslední přímý účastník do dvouhry nastoupil americký 59. hráč žebříčku Marcos Giron. V důsledku invaze Ruska na Ukrajinu na konci února 2022 řídící organizace tenisu ATP, WTA a ITF s grandslamy rozhodly, že ruští a běloruští tenisté mohli dále na okruzích startovat, ale do odvolání nikoli pod vlajkami Ruska a Běloruska.
Patnáctý singlový titul na okruhu ATP Tour a druhý v kategorii ATP 500 vybojoval 26letý Daniil Medveděv. Čtyřhru ovládli Rakušané startující na divokou kartu Alexander Erler a  Lucas Miedler, kteří získali druhou společnou i individuální trofej ve čtyřhře.

## Rozdělení bodů a finančních odměn

### Rozdělení bodů
| Soutěž  | Soutěž      | vítězové | finalisté | semifinalisté | čtvrtfinalisté | 16 v kole | 32 v kole | Q  | Q2 | Q1 |
| ------- | ----------- | -------- | --------- | ------------- | -------------- | --------- | --------- | -- | -- | -- |
| dvouhra | [ 1 ] [ 5 ] | 500      | 300       | 180           | 90             | 45        | 0         | 20 | 10 | 0  |
| čtyřhra | [ 6 ]       | 500      | 300       | 180           | 90             | 0         | —         | —  | —  | —  |

### Finanční odměny
| Soutěž                   | Soutěž      | vítězové  | finalisté | semifinalisté | čtvrtfinalisté | 16 v kole | 32 v kole | Q2      | Q1      |
| ------------------------ | ----------- | --------- | --------- | ------------- | -------------- | --------- | --------- | ------- | ------- |
| dvouhra                  | [ 1 ] [ 5 ] | 439 305 € | 236 375 € | 125 970 €     | 64 360 €       | 34 355 €  | 18 325 €  | 9 390 € | 5 270 € |
| čtyřhra                  | [ 6 ]       | 144 300 € | 76 950 €  | 38 950 €      | 19 470 €       | 10 080 €  | —         | —       | —       |
| ve čtyřhře částky na pár |             |           |           |               |                |           |           |         |         |

## Dvouhra

### Nasazení
| Stát                          | Hráč               | ATP | Nasazení |
| ----------------------------- | ------------------ | --- | -------- |
|                               | Daniil Medveděv    | 4.  | 1.       |
| Řecko                         | Stefanos Tsitsipas | 5.  | 2.       |
|                               | Andrej Rubljov     | 8.  | 3.       |
| USA                           | Taylor Fritz       | 9.  | 4.       |
| Polsko                        | Hubert Hurkacz     | 11. | 5.       |
| Itálie                        | Jannik Sinner      | 12. | 6.       |
| Spojené království            | Cameron Norrie     | 14. | 7.       |
| Itálie                        | Matteo Berrettini  | 16. | 8.       |
| Žebříček ATP k 17. říjnu 2022 |                    |     |          |

### Jiné formy účasti na turnaji
Následující hráči obdrželi divokou kartu do hlavní soutěže:
- Filip Misolic
- Dennis Novak
- Jurij Rodionov

Následující hráč obdržel zvláštní výjimku:
- Emil Ruusuvuori

Následující hráči postoupili z kvalifikace:
- Quentin Halys
- Thiago Monteiro
- Jošihito Nišioka
- J. J. Wolf

Následující hráči postoupili z kvalifikace jako šťastní poražení:
- Pedro Cachín
- Oscar Otte

### Odhlášení
před začátkem turnaje
- Matteo Berrettini → nahradil jej  Oscar Otte
- John Isner → nahradil jej  Marcos Giron
- Gaël Monfils → nahradil jej  Pedro Cachín

## Čtyřhra

### Nasazení
| Stát                                                                      | Hráč                 | Stát               | Hráč          | ATP  | Nasazení |
| ------------------------------------------------------------------------- | -------------------- | ------------------ | ------------- | ---- | -------- |
| USA                                                                       | Rajeev Ram           | Spojené království | Joe Salisbury | 3.   | 1.       |
| Nizozemsko                                                                | Wesley Koolhof       | Spojené království | Neal Skupski  | 7.   | 2.       |
| Chorvatsko                                                                | Nikola Mektić        | Chorvatsko         | Mate Pavić    | 15.. | 3.       |
| Kolumbie                                                                  | Juan Sebastián Cabal | Kolumbie           | Robert Farah  | 30.  | 4.       |
| Žebříček ATP k 17. říjnu 2022; číslo je součtem postavení obou členů páru |                      |                    |               |      |          |

### Jiné formy účasti
Následující páry obdržely divokou kartu do hlavní soutěže:
- Alexander Erler /  Lucas Miedler
- Robin Haase /  Philipp Oswald

Následující pár postoupil do čtyřhry z kvalifikace:
- Sander Gillé /  Joran Vliegen

## Přehled finále

### Mužská dvouhra
- Daniil Medveděv vs.  Denis Shapovalov, 4–6, 6–3, 6–2

### Mužská čtyřhra
- Alexander Erler /  Lucas Miedler vs.  Santiago González /  Andrés Molteni, 6–3, 7–6(7–1)